# Jaroslav Dietl
Jaroslav Dietl (* 22. Mai 1929 in Zagreb; † 29. Juni 1985 in Prag) war ein tschechischer Drehbuchautor, Dramatiker und Dramaturg. Internationale Bekanntheit erlangte er durch seine Fernsehserien.

## Leben
Dietl kam in Kroatien zur Welt, die Familie kehrte aber noch während seiner Kindheit in die Tschechoslowakei zurück. In den Jahren 1940–1944 besuchte er ein Realgymnasium in Brünn, das er jedoch vorzeitig verließ, um auf eine Textilfachschule zu wechseln. Dort machte er im Jahr 1949 das Abitur. Anschließend studierte er ein Jahr lang an der Philosophischen Fakultät in Brünn und arbeitete in Brünn als Erzieher. Bald zog er jedoch nach Prag um, wo er eine Stelle im Sozialministerium antrat. In den Jahren 1950–1955 studierte er Dramaturgie an der Filmfakultät der Akademie der Musischen Künste. Noch während seines Studiums wurde er Dramaturg des neugegründeten Tschechoslowakischen Fernsehens. 1962 wechselte er zu den Filmstudios Barrandov. 1973 wurde er aus der Kommunistischen Partei der Tschechoslowakei ausgeschlossen. Ein Jahr vor seinem Tod wurde ihm der Titel "Verdienter Künstler" verliehen.
Berühmtheit, auch außerhalb der Tschechoslowakei, brachten ihm seine zahlreichen Fernsehserien, darunter Das Krankenhaus am Rande der Stadt und Die Frau hinter dem Ladentisch. Er schrieb aber auch Drehbücher für mehrere Spielfilme sowie einige Theaterstücke.

## Filmografie (Auswahl)
- 1976: Der Mann im Rathaus
- 1977: Die Frau hinter dem Ladentisch
- 1978–1981: Das Krankenhaus am Rande der Stadt
- 1982–1986: Bezirksverwaltung der „K“ Prag
- 1985: Der falsche Prinz
- 1986: Der Ochsenkrieg